# Война в Босна и Херцеговина
Войната в Босна и Херцеговина (на сърбохърватски: Rat u Bosni i Hercegovini) е остър междуетнически конфликт в периода от 6 април 1992 до 14 декември 1995 г. на територията на Босна и Херцеговина (бивша република в състава на Югославия) между въоръжени формирования на босненски сърби (Войска на Република Сръбска), босненски мюсюлмани автономисти (Народна отбрана на Западна Босна), бошняци (Армия на Република Босна и Херцеговина) и хървати (Хърватски съвет за отбрана). В началния етап на войната участие взима и Югославската народна армия (ЮНА). В ожесточения конфликт са въвлечени хървати, доброволци и наемници от всички страни в конфликта (сърби, бошняци), както и въоръжени сили на НАТО. Дълго дебатиран е и въпросът дали войната е гражданска война или война на репресии. Босненци и много хървати твърдят, че войната е породена от сръбската и хърватската агресия, докато сърбите я считат за гражданска война.
Войната е част от разпадането на Югославия. След като Словения и Хърватия обявяват независимост от СФР Югославия през 1991 г., мултиетническата Социалистическа република Босна и Херцеговина, която е населявана главно от мюсюлмански бошняци (44%), православни сърби (32,5%) и католически хървати (17%), обявява референдум за независимост на 29 февруари 1992 г. Босненските сърби бойкотират референдума и отхвърлят резултатите от него. След като Босна и Херцеговина се самопровъзгласява за независима страна и е призната на международната сцена, босненските сърби, водени от Радован Караджич и подкрепяни от сръбското правителство на Слободан Милошевич и ЮНА, мобилизират силите си към Босна и Херцеговина, за да заделят територия за сърбите, а скоро след това войната се разпростира из цялата страна.
Макар сърбите първоначално да превъзхождат във военно отношение (благодарение на оръжията и ресурсите на ЮНА), мощта им накрая стихва, когато босненците и хърватите се обединяват срещу Република Сръбска през 1994 г. след образуването на Федерация Босна и Херцеговина. Вследствие на кланетата при Сребреница и пазара Маркале, НАТО се намесва във войната през 1995 г. с операция „Преднамерена сила“, целяща да подкопае военната способност на армията на Република Сръбска, която заплашва да атакува обозначените от ООН „безопасни зони“ в Босна и Херцеговина. Войната приключва след подписване на Дейтънското мирно споразумение в Босна и Херцеговина в Париж на 14 декември 1995 г.
Според последни проучвания броят на убитите през войната хора възлиза на 100 000 – 110 000, а броят разселени лица възлиза на 2,2 милиона. Изследване от 2007 г. показва, че повечето от намерените 97 207 документирани жертви (цивилни и войници) са босненци (66%), следвани от сърби (25%), хървати (8%) и малък брой албанци и роми. Босненците понасят и много повече цивилни жертви (83%) в сравнение със сърбите (10%) и хърватите (5%), съпроводено със систематично изнасилване на много жени, особено в Източна Босна от боснески сърби (изчислен приблизително, броят на изнасилените жени варира от 20 000 до 50 000). Голяма част от жертвите са деца.
Според подробния доклад за войната, съставен от Централното разузнавателно управление, 90% от военните престъпления в Босненската война са извършени от сърби. До началото на 2008 г. 45 сърби, 12 хървати и 4 босненци са осъдени заради военни престъпления от Международния наказателен трибунал за бивша Югославия във връзка с Балканските войни през 1990-те години. Сърбите и хърватите са осъдени заради систематични военни престъпления, а босненците – заради индивидуални.

## Предвоенна ситуация
Разпадането на социалистическа Югославия поставя началото на всички конфликти на Балканския полуостров през 1990-те години. През 1989 г., след падането на Берлинската стена, в страните от социалистическия лагер започват процеси на разпадане и влошаване на междуетническите конфликти. През март 1989 г. политическата криза в Югославия набира нови размери, след като са приети промени в сръбската конституция, които ограничават правомощията на автономните области Косово и Войводина. В началото на 1991 г. са проведени много срещи между лидерите на шестте бивши югославски републики и двата автономни региони, за да се дискутира кризата в Югославия. Сръбското ръководство се обявява за федерално решение, докато хърватите и словенците предпочитат съюз между независими държави. Босненският водач Алия Изетбегович предлага асиметрична федерация, според която Словения и Хърватия ще поддържат свободна връзка с останалите четири републики. Скоро след това той променя позицията си и се застъпва за суверенна Босна като необходимо предварително условие за една такава федерация.
В Югославия, авторитетът на властите на местната комунистическа партия започва да пада, докато националистическите и сепаратистките сили се увеличават. На 9 януари 1992 г. босненските сърби обявяват създаването на Република Сръбска, но не обявяват официално независимостта ѝ. На 29 февруари и 1 март 1992 г. в Босна се провежда референдум за независимост, който е бойкотиран от босненските сърби. Избирателната активност е 63,7%, като 92,7% от гласувалите дават гласа си в полза на независимостта. Сръбското политическо ръководство използва референдума като повод да барикадира пътища из страната в знак на протест. Независимостта на страната е официално провъзгласена от босненския парламент на 3 март 1992 г.
По време на референдума на 1 март, Сараево е спокоен, с изключение на стрелба на сръбска сватба. Развяването на сръбски знамена в квартала Баш чаршия е прието от мюсюлманите като целенасочена провокация в деня на референдума, който е подкрепян от повечето босненски мюсюлмани и хървати, но бойкотиран от сърбите. Бащата на булката е убит, а свещеникът е ранен. Убиецът е Рамиз Делалич – престъпник и член на босненската паравоенна група Зелени барети. Сефер Халилович от босненската Патриотична лига заявява, че това не е било сватба, а провокация. Още на следващия ден се появяват барикади на ключови места из града, които са охранявани от поддръжници на Сръбската демократическа партия.
След обявяването на независимостта на Босна и Херцеговина от Югославия на 3 март, избухват спорадични боеве между сърби и правителствени сили из страната. Водачите на трите етноса в страната се събират на 18 март за мирни преговори, но на 28 март Алия Изетбегович обявява, че ще се противопостави на всякакъв вид етническо разделение в Босна.
Към края на март 1992 г. вече се водят схватки между сърби и комбинирани хърватско-босненски сили около Босански Брод, което води до избиването на десетки сръбски цивилни в село Сиековац. От своя страна, сръбските паравоенни извършват клане над десетки цивилни бошняци в Биелина на 1 – 2 април 1992 г.

## Ход на войната

### 1992
Босненският сръбски политически деец Радован Караджич заявява: „Нашият опуим е Велика Сърбия, а ако не това, то поне Федерална Югославия.“. Войната в Босна ескалира през април 1992 г. На 3 април започва битка за Купрес между Югославската народна армия (ЮНА) и Хърватския съвет за отбрана, която завършва на 11 април с победа за ЮНА. На 6 април сръбски части започват артилерийски обстрел на Сараево, а през следващите два дни пресичат Дрина от Централна Сърбия и обсаждат мюсюлманските градове Зворник, Вишеград и Фоча. Към средата на април вече цяла Босна е потънала във война. На 23 април ЮНА евакуира военния си персонал с вертолет от казармите на Чаплина, които са блокирани от 4 март. Положени са известни усилия да се предотврати насилието. На 27 април босненското правителство нарежда на ЮНА да се подчини на цивилната власт или да се изтегли, което е последвано от поредица конфликти в началото на май. Приедор е превзет от сърбите на 30 април. На 2 май босненските Зелени барети и местни гангстери отблъсват дезорганизирана сръбска атака, целяща да раздели Сараево на две. На 3 май Алия Изетбегович е отвлечен на летище Сараево от офицери на ЮНА и е използван за невредимото преминаване на войските на ЮНА от центъра на Сараево. Босненските сили обаче нападат конвоя на ЮНА, което озлобява и двете страни. Прекратяване на огъня и споразумение за евакуирането на ЮНА е подписано на 18 май, а на 20 май босненското президентство обявява ЮНА за окупационна сила.
Армията на Република Сръбска тъкмо се е появила и се намира под командването на генерал Ратко Младич. Бомбардировките на Сараево от 24, 26, 28 и 29 май са приписвани на Младич от генералния секретар на ООН Бутрос Бутрос-Гали. Цивилните жертви след обстрела от 27 май водят до намеса от запада под формата на санкции, наложени на 30 май чрез резолюция 757 на Съвета за сигурност на ООН. На същия ден босненските сили атакуват казармите на ЮНА в града, което е последвано от тежки бомбардировки. На 5 и 6 юни последните войници на ЮНА напускат града сред тежки боеве по улиците. Прекратяването на огъня от 20 юни, предприето за да може ООН да поеме контрол над летище Сараево за гражданските полети, е нарушено, докато двете страни се сражават за контрол на територията между града и летището. Кризата с летището води до ултиматум от страна на Бутрос Бутрос-Гали на 26 юни, с който призовава сърбите да спрат нападенията си над града, да позволят на ООН да поеме контрол над летището и да поставят тежките си оръжия под надзора на ООН. Междувременно, медиите обявяват, че Джордж Х. У. Буш обмисля използването на сила в Босна. Мненията по света са настроени твърдо срещу сърбите, особено след репортажите относно снайперистките и артилерийските жертви в Сараево.
Извън Сараево, прогресът на войниците е много непостоянен през 1992 г.. Сърбите превземат градовете с мюсюлманско мнозинство по реките Дрина и Сава и пропъждат мюсюлманското население в рамките на месеци. Съвместна босненско-хърватска офанзива през май, възползваща се от суматохата след изтеглянето на ЮНА, обръща хода на сръбското настъпление към Посавието и централната част на Босна. Офанзивата след това продължава на юг, обсаждайки Добой и отрязвайки сръбските войски в Босненска Крайна от Семберия до Сърбия. Към средата на май Сребреница е превзет от босненските сили под командването на Насер Орич. Сръбските войски понасят тежко поражение в източната част на Босна през май, когато частите на Авдо Палич попадат в засада близо до Сребреница и губят около 400 души. От май до август трае обсадата на Горажде, обграден от силите на Република Сръбска, които са изтласкани назад от армията на Босна и Херцеговина. Междувременно, през пролетта на 1992 г. хърватски войски влизат в град Ораше и започват кампания на тормоз над местните сърби, включително изтезания, изнасилвания и убийства.
На 15 май 1992 г. колона на ЮНА е нападната от засада в Тузла. 92-ра моторизирана бригада на ЮНА получава заповеди да напусне Тузла и да се изтегли към Сърбия. Сключено споразумение с босненското правителство, според което на формированията на ЮНА ще бъде позволено да напуснат мирно Босна до 19 май. Въпреки уговорката, конвоят е нападнат в Тузла с пушки и гранатомети, а по маршрута му са поставени мини. Убити са 52 войници от ЮНА, а над 40 са ранени, като повечето от тях са етнически сърби. На 22 май 1992 г. Република Босна и Херцеговина е приета за членка на ООН.
От май до декември 1992 г. босненското вътрешно министерство и Хърватският съвет за отбрана стопанисват затворническия лагер Челебичи, където са затваряни общо 700 босненски сърби, арестувани по време на военните операции за отблокиране на пътищата към Сараево и Мостар. Пленниците са изтезавани и подлагани на други мъчения. От тях в плен умират 13.
На 6 май 1992 г. Мате Бобан се среща с Радован Караджич в Грац, Австрия, където двамата постигат съгласие за прекратяване на огъня и дискутират подробности относно демаркацията между хърватската и сръбската териториална единица в Босна и Херцеговина. Независимо от това договорът е нарушен още на следващия ден, когато ЮНА и сръбски части предприемат нападение срещу хърватските позиции в Мостар.
Към юни 1992 г. броят на бежанците и изгонените достига 2,6 милиона души. Към септември 1992 г. Хърватия вече е приела 335 985 бежанци от Босна и Херцеговина, най-вече бошняци. Големият брой бежанци значително обтяга хърватската инфраструктура и икономика. Сърбия приема 252 130 бежанци от Босна и Херцеговина, докато останалите югославски републики приемат общо 148 657 души.
През юни 1992 г. босненските сърби предприемат операция „Коридор 92“ в северните части на Босна срещу хърватските сили, като по този начин целят осигуряването на открит път между Белград, Баня Лука и Книн. Докладваната смърт на 12 новородени в болницата на Баня Лука, поради недостиг на кислород за инкубаторите им, е обявена като причина за действията им, но истинността на тези смъртни случаи след това е поставена под въпрос. Според някои сръбските държавници, въпросният доклад е просто военна пропаганда, тъй като Баня Лука е разполагал с две фабрики за производство на кислород в бутилки и на практика си е бил самодостатъчен в това отношение. Операцията започва на 14 юни, когато 16-а краишка моторизирана бригада на армията на Република Сръбска, подкрепяна от танкова рота от Добой, започва нападението си близо до Дервента. Силите на Република Сръбска завземат Модрича на 28 юни, Дервента на 4 – 5 юли и Оджак на 12 юли. Хърватските сили са изолирани на различни позиции около Брод и Ораше, които издържат до август-септември. Армията на Република Сръбска прекършва линиите им в началото на октомври и превзема Босански Брод. Повечето от останалите хърватски сили се изтеглят на север към Хърватия. Хърватски части отбраняват останалия анклав Ораше и успяват да отблъснат сръбска атака през ноември.
През юни 1992 г. силите по опазване на мира към ООН, първоначално изпратени в Хърватия, са пренасочени и към Босна и Херцеговина, в началото за защита на международно летище Сараево. През септември ролята им е разширена и вече включва хуманитарна помощ и защита на цивилните бежанци.
На 4 август 1992 г. 4-та моторизирана бригада на армията на Босна и Херцеговина се опитва да пробие сръбския кръг около Сараево, при което се разразява ожесточена битка. Силите на Република Сръбска отблъскват атаката, но не успяват да напреднат след решителна контраатака. Към ноември 1992 г. близо 1000 km2 от Източна Босна се намират под мюсюлмански контрол.

#### Хърватско-босненски отношения
Хърватско-босненският съюз, сформиран в началото на конфликта, не е винаги спокоен. Наличието на две успоредни командвания води до проблеми в координирането на двете армии срещу сръбските сили. В средата на април е направен опит за създаване на съвместна щаб-квартира, но се проваля. На 21 юли 1992 г. е подписано споразумение за приятелство и кооперация между Франьо Туджман и Алия Изетбегович, с което формално се дава началото на военното сътрудническо между двете армии. На 6 август босненското президентство приема Хърватският съвет за отбрана за интегрална част на босненските въоръжени сили.
Въпреки тези усилия, напрежението между двете страни постепенно нараства през втората половина на 1992 г. В началото на май възниква въоръжен конфликт в Бусовача, а в средата на юни – още един. На 19 юни избухва схватка между хърватски и босненски формирования близо до Нови Травник. Инциденти настъпват и в Кониц през юли и в Киселяк през август. На 14 септември конституционният съд на Босна и Херцеговина обявява провъзгласяването на Хърватска република Херцег-Босна за противоконституционно.
На 18 октомври, спор относно бензиностанция близо до Нови Травник, която се използва и от двете армии, ескалира във въоръжена схватка в центъра на града. Ситуацията се влошава, след като хърватският командир Ивица Стояк е убит близо до града на 20 октомври. На същия ден сраженията се ожесточават при босненска блокада на пътя към долината Лашва. Спонтанни сблъсъци избухват в района и водят до близо 50 жертви, докато на 21 октомври е постигнато прекратяване на огъня, благодарение на силите по опазване на мира към ООН. На 23 октомври избухва голяма битка между бошняци и хървати в град Прозор-Рама в северната част на Херцеговина и завършва с хърватска победа.
На 29 октомври армията на Република Сръбска превзема град Яйце в хода на операция „Върбас 92“. Градът е отбраняват както от хърватски, така и босненски сили, но липсата на кооперирани между тях, както и предимството по количество хора и бойна техника на Република Сръбска води до падането на града. Хърватските бежанци от Яйце побягват към Херцеговина и Хърватия, докато около 20 000 бошняшки бежанци се заселват в Нови Травник, Витез, Бусовача и селата около Зеница. Въпреки конфронтациите през октомври, в хода на които всяка страни обвинява другата за падането на Яйце, по-мащабни сблъсъци между тях няма, а военният съюз все още е в сила. Туджман и Изетбегович се срещат в Загреб на 1 ноември 1992 г. и се съгласяват да установят съвместно командване на войските си.

### 1993
На 7 януари 1993 г., православната Коледа, формирование на армията на Босна и Херцеговина под командването на Насер Орич напада селото Кравица близо до Братунац. В атаката загиват 46 сърби, от които 35 военни и 11 цивилни. Нападението навръх празника е целенасочено, тъй като сърбите са по-слабо подготвени. Босненските сили използват зоната за безопасност на Сребреница (където военното присъствие е забранено), за да проведат атаките срещу сръбски села, след което се изтеглят обратно към зоната на безопасност, преди армията на Република Сръбска да е пристигнала. Сърбите докладват, че босненските сили са подпалвали сръбски домове и са избивали цивилното население. Все пак тези сведения не са подкрепени от независими източници по време на заседанията на Международния наказателен трибунал за бивша Югославия, който заключава, че много от домовете вече са били разрушени и че обсадата на Сребреница е довела до масов глад, което е принудило боншяците да нападнат близките сръбски села, за да си набавят храна и оръжия. През 2006 г. Орич е намерен за виновен от Международния трибунал по обвинения за това, че не е предотвратил убийствата на сърби, но впоследствие е оправдан по всички обвинения след обжалване.
На 8 януари сърби убиват заместник министър-председателя на Република Босна и Херцеговина, Хакия Туралич, след като спират конвоя на ООН, който го превозва към летището. На 16 януари войници от армията на Босна и Херцеговина нападат сръбското село Скелани близо до Сребреница. Убити са 69 души, а 185 са ранени. Сред жертвите са и 6 деца.
Поредица от планове са мир са предложени от ООН, САЩ и Европейската общност, но те почти не оказват влияние върху военните действия. Според плана Ванс-Оуен от януари 1993 г., Босна и Херцеговина е представена като децентрализирана държава с десет автономни провинции.
На 22 февруари Съветът за сигурност на ООН приемат резолюция 808, която указва, че ще бъде съставен международен трибунал за наказателно преследване на лица, отговорни за сериозни нарушения на международното хуманитарно право. На 15 – 16 май планът Ванс-Оуен е отхвърлен след референдум в Република Сръбска. Планът е разглеждан от някои анализатори като един от факторите, довели до ескалирането на хърватско-босненския конфликт в централната част на Босна.
На 25 май 1993 г. Международният наказателен трибунал за бивша Югославия е официално учреден чрез резолюция 827 на Съвета за сигурност на ООН. На 31 март съветът призовава страните членки на ООН да наложат зона, забранена за полети, над Босна и Херцеговина. Тя е установена от НАТО на 12 април 1993 г.

#### Избухване на Хърватско-босненската война
По-голямата част от 1993 г. е обхваната от Хърватско-босненската война. В началото на януари босненски и хърватски сили влизат в схватка при Горни Вакуф-Ускопле в централната част на Босна. Временно прекратяване на огъня е постигнато след няколко дни, благодарение на посредничеството на ООН. Войната се разпространява към района на Бусовача през втората половина на януари. Бусовача е главната точка на пресичане на комуникационните линии в долината Лашва. Към 26 януари армията на Босна и Херцеговина завладява няколко села в района, включително Качуни и Билаловац на пътя Бусовача-Киселяк, като по този начин Киселяк е изолиран от Бусовача. В района на Киселяк босненската армия превзема селата североизточно от Киселяк, но по-голямата част от общината и самият град остават под хърватски контрол. На 26 януари шест военнопленници и един сръбски цивилен са убити от босненската армия в село Дусина, северно от Бусовача. Сраженията при Бусовача водят и до редица бошняшки цивилни жертви.
На 30 януари лидерите на босненските и на хърватските сили се срещат във Витез заедно с представители на ООН от други страни наблюдатели и подписват прекратяване на огъня в централната част на Босна, който влиза в сила от следващия ден. Ситуацията е все още напрегната, така че Енвер Хаджихасанович, командир на босненския 3-ти корпус, и Тихомир Блашкич, командир на хърватската оперативна зона Централна Босна, се срещат на 13 февруари и сформират съвместна комисия за разрешаване на инцидентите. Януарското прекратяване на огъня в централната част на Босна продължава през следващите два месеца и през първите седмици на април, въпреки многобройните малки инциденти. Хърватите приписват ескалацията на конфликта на засилената ислямистка политика на бошняците, докато бошняците обвиняват хърватите в сепаратизъм.

##### Централна Босна
Началото на април е белязано от поредица малки инциденти в централната част на Босна, които се разпалват между бошняшки и хърватски цивилни и военни. Най-сериозните инциденти са отвличането на 4 членове на Хърватския съвет за отбрана близо до Нови Травник и на хърватския командит Живко Тотич близо до Зеница от муджахидини. Армията на Босна и Херцеговина отрича каквото и да е участие в тези инциденти, поради което е съставена съвместна хърватско-босненска комисия отново, която да ги разследва. Отвлеченият персонал на Хърватския съвет за отбрана впоследствие е разменен за военнопленници през май. Произшествията от април ескалират до открит въоръжен конфликт на 15 април в районите на Витез, Бусовача, Киселяк и Зеница. Числено превъзхожданите хърватски сили в община Зеница търпят бързо поражение, което е последвано от голямо изселване на хърватски граждани.
В община Бусовача, армията на Босна и Херцеговина нанасят тежки щети по Хърватския съвет за отбрана, но хърватските сили удържат град Бусовача, както и кръстопътя при Каоник между Бусовача и Витез. Босненската армия не успява да разбие хърватския анклав около Киселяк на по-малки части и да го изолира от Фойница. Много бошняшки граждани са задържани или пропъдени от Киселяк.
В района на Витез, Блашкич използва ограничените си сили, за да проведе мощни нападения срещу босненската армия, като по този начин ѝ попречва да поеме контрол над пътя Травник-Бусовача и да завземе фабриката за взривни вещества във Витез. На 16 април хърватските войски започват мощна офанзива срещу селото Ахмичи източно от Витез. След като атакуващите части пробиват босненските линии и навлизат в селото, групи от нередовни хърватски войници започват претърсване по къщи, убивайки цивилни и подпалвайки домовете им. В клането в Ахмичи са убити над 100 бошняци. На други места в района, хърватските сили блокират босненските им врагове във витезкия квартал Стари Витез и им попречват да продължат на юг.
На 24 април муджахидински сили нападат село Милетичи североизточно от Травник и убиват четири хърватски селяни. Останалите заловени цивилни са изпратени в лагера Полянице. Все пак конфликтът не се разпространява в Травник и Нови Травник, макар и двете страни да изпращат подкрепления от този район. На 25 април Изетбегович и Бобан подписван договор за прекратяване на огъня. Началник-щабът на армията на Босна и Херцеговина, Сефер Халилович, и началник-щабът на Хърватския съвет за отбрана, Миливой Петкович, се срещат ежеседмично за разрешаване на належащи проблеми и съблюдаване на примирието. Въпреки това примирието не е уважавано от страните и те се сражават близо до Бусовача до 30 април.

##### Херцеговина
Хърватско-босненската война достига северните части на Херцеговина на 14 април, когато босненската армия напада село под контрола на хърватите близо до Кониц. Хърватският съвет за отбрана отговаря с превземането на три села североизточно от Ябланица. На 16 април 15 хърватски цивилни и 7 военнопленници са убити от босненски войници в село Трусина северно от Ябланица. Битките за Кониц и Ябланица продължават до май, като босненските войски спечелват пълен контрол и над двата града и по-малките им околни селца.
Към средата на април Мостар се е превърнал в разделен град, със западна част с хърватско мнозинство и източна част с бошняшко мнозинство. Битката за Мостар започва на 9 май, когато двете части на града попадат под артилерийски обстрел. Следват ожесточени боеве по улиците на града и въпреки подписването на прекратяване на огъня на 13 май, престрелките продължават до 21 май. Хърватският съвет за отбрана създава затворническите лагери Дретел близо до Чаплина и Хелиодром близо до Родоч, докато армията на Босна и Херцеговина създава лагери в Потоци и в училище в източната част на Мостар. Военните действия са подновени на 30 юни. Босненските сили завземат северните подходи към Мостар, но настъплението им на юг е отблъснато от хърватските войски.

#### Летни офанзиви
През първата седмица на юни армията на Босна и Херцеговина напада щаб-квартирата на Хърватския съвет за отбрана в град Травник и хърватските формирования на фронтовата линия срещу Република Сръбска. След три дни на улични схватки, числено превъзхожданите хърватски сили са победени, а хиляди хърватски граждани и войници побягват към съседните сръбски територии, тъй като са били откъснати от останалите хърватски позиции. Босненската офанзива продължава на изток от Травник, целейки подсигуряване на пътя към Зеница, което и постига на 14 юни. На 8 юни 24 хърватски цивилни и военнопленници са убити от муджахидини близо до селото Бикоши. След края на офанзивата, муджахидините се нанасят в опустелите хърватски села в областта.
Подобно стечение на обстоятелствата настъпва и в Нови Травник. На 9 юни босненските сили нападат хърватските позиции източно от града, които са с лице към армията на Република Сръбска в Дони Вакуф, а на следващия ден се разразяват тежки боеве в Нови Травник. Към 15 юни босненската армия е подсигурила района на северозапад от града, докато хърватските части държат североизточната част на общината, както и град Нови Травник. Битката продължава и през юли с малки промени на фронтовите линии.
Хърватските войски в град Какан са унищожени към средата на юни и около 13 – 15 хил. хърватски бежанци побягват към Киселяк и Вареш. В анклава на Киселяк хърватските части удържат атака срещу Крешево, но губят Фойница на 3 юли. на 24 юни започва битката за Жепче, която приключва с поражение за босненски сили на 30 юни. В края на юли армията на Босна и Херцеговина поема контрола над Бугойно след битка, което води до мигрирането на 15 хил. хървати. В градския футболен стадион е създаден затворнически лагер, където са изпратени около 800 хървати.
В началото на септември, армията на Босна и Херцеговина дава ход на операция „Неретва 93“ срещу хърватските сили в Херцеговина и Централна Босна по 200-километров фронт. Това е една от най-големите им офанзиви през 1993 г. Босненската армия разширява територията си на запад от Ябланица и превзема пътя източно от Мостар, докато хърватските сили задържат района на Прозор и укрепяват тила си в западната част на Мостар. През нощта на 8/9 септември поне 13 хърватски цивилни са убити от босненските войски в клането при село Грабовица близо до Ябланица. На 14 септември са убити 29 хърватски цивилни в хода на Уздолското клане. На 23 октомври 37 бошняци са убити от хърватски сили близо до село Ступни До. Клането е използвано като оправдание от армията на Босна и Херцеговина да нападне хърватския анклав Вареш в началото на ноември. Хърватските граждани и войници напускат Вареш на 3 ноември и се евакуират към Киселяк. На следващия ден градът е плячкосан от босненската армия.

#### Зони за безопасност на ООН
В опит да се защити цивилното население, ролята на силите по опазване на мира към ООН е разширена през май 1993 г., като вече включва защитаването на безопасни зони, които Съветът за сигурност на ООН е установил около Сараево, Горажде, Сребреница, Тузла, Жепа и Бихач чрез резолюция 824 от 6 май 1993 г. На 4 юни 1993 г. Съветът за сигурност приема резолюция 836, упълномощаваща употребата на сила от войските на ООН при отбраната на зоните за безопасност. На 15 юни 1993 г. е задействана операция „Шарп Гард“ – военноморска блокада в Адриатическо море от НАТО и Западноевропейския съюз, която продължава до 18 юни 1996 г., когато изтича ембаргото на ООН върху оръжията.
Хърватските и босненските сили продължават да се бият заедно срещу армията на Република Сръбска в някои части на Босна и Херцеговина, включително при чувала около Бихач, Посавина и района на Тешан. Макар да изпитва неприязън към бошняците, хърватска бригадата от около 1500 войници се сражава рамо до рамо с тях в Сараево. В други области, където съюзът рухва, армията на Република Сръбска понякога си кооперира както с хървати, така и с бошняци, търсейки начин да уравновеси силите, като се съюзява с по-слабата страна.

### 1994
Принудителните депортации на бошняци от териториите, контролирани от сърби, и последвалата мигрантска криза продължава да ескалира. Хиляди хора са извозвани с автобуси от Босна всеки месец, тъй като са застрашени на религиозна основа. В резултат на това Хърватия приема стотици хиляди бежанци, които напрягат икономиката ѝ. Така в средата на 1994 г. хърватските власти забраняват влизането на група от 462 босненски бежанци, при което силите на ООН се оказват принудени да създадат импровизирани убежища за тях.
На 5 февруари 1994 г. Сараево претърпява най-смъртоносното си нападение през цялата обсада, когато 120-милиметров снаряд от минохвъргачка попада в центъра на претъпкан пазар, убивайки 68 души и ранявайки още 144. На 6 февруари генералният секретар на ООН Бутрос Бутрос-Гали формално поисква от НАТО да потвърди, че бъдещите заявки за въздушни удари ще бъдат извършвани незабавно.
На 9 февруари НАТО упълномощава командира на Съюзническите сили в Южна Европа, американския адмирал Джереми Бурда, да извърши въздушни удари по искане на ООН срещу артилерийски и минохвъргачни позиции около Сараево, за които силите на ООН са установили, че са отговорни за атаките срещу цивилни мишени. Единствено Гърция не подкрепя въздушните удари, но и не обявява вето. Също така НАТО поставя ултиматум на босненски сърби с искането да се премахнат всякакви тежки оръжия около Сараево до полунощ на 20/21 февруари. Ако ли не, те ще бъдат обект на въздушни удари. На 12 февруари 1994 г. Сараево се радва на първия ден без жертви от април 1992 г. Мащабното премахване на сръбските тежки оръжия започва на 17 февруари.

#### Вашингтонско споразумение
Хърватско-босненската война приключва с подписването на споразумение за прекратяване на огъня между хърватския началник-щаб, генерал Анте Росо, и босненския началник-щаб, генерал Расим Делич, на 23 февруари 1994 г. в Загреб. То влиза в сила на 25 февруари. Вашингтонското споразумение за мир е посредничено от САЩ и е подписано на 18 март 1994 г. от Франьо Туджман и Алия Изетбегович във Вашингтон. По силата на този договор, комбинираната територия под контрола на Хърватския съвет за отбрана и армията на Босна и Херцеговина следва да бъде разделена на автономни кантони в състава на Федерация Босна и Херцеговина. Двамата подписват и предварително споразумение, касаещо евентуална конфедерация между Хърватия и Босна и Херцеговина. Макар хърватско-босненският съюз да е подновен, проблемите, разделяли ги до този момент, остават неразрешени.
Първото съвместно военно действие между хърватските и босненските сили след Вашингтонското споразумение е офанзивата срещу Купрес, който е под контрола на Република Сръбска. Битката завършва с успех за алианса на 3 ноември 1994 г. На 29 ноември хърватските сили започва операция „Зима 94“ в югозападната част на Босна. След месец сражения, хърватските войски са завзели около 200 km2 земя от Република Сръбска и вече представляват директна заплаха за главния път на доставки между Република Сръбска и Книн, столицата на Република Сръбска Крайна. Главната цел, да се облекчи обсадата около Бихач, не е изпълнена, макар армията на Босна и Херцеговина да успява да отблъсне сръбските атаки срещу анклава.

#### НАТО
НАТО взема по-дейно участие във войната, когато натовски самолети свалят четири сръбски самолета над централната част на Босна на 28 февруари 1994 г., след като последните нарушават зоната на ООН за самолетни полети. На 12 март силите по опазване на мира към ООН подават първата си заявка за подкрепа от въздуха от НАТО, но близка въздушна поддръжка не е осигурена, поради редица забавяния, свързани с одобряването на процеса. На 20 март конвой с медицински провизии и лекари достига Маглай, който е под обсада от май 1993 г. и оцелява на хранителни доставки, спускани от въздуха от американски самолети. Втори конвой е похитен и плячкосан на 23 март.
На 10 – 11 април 1994 г. силите на ООН привикват въздушни удари, за да защитят зоната на безопасност около Горажда. Сръбското военно командване близо до града е бомбардирано от два американски самолета F-16. Това е първият случай в историята, когато НАТО извършва въздушни удари. В отговор, сърбите вземат за заложници 150 служители на ООН на 14 април. На 15 април босненските линии около Горажде са разпокъсани, а на 16 април британски Sea Harrier е свален над Горажде от сръбските сили.
Около 29 април 1994 г. датски контингент на мироопазваща мисия в Босна е нападнат от засада, когато се опитват да облекчи шведски наблюдателен пункт, който е попаднал под тежък артилерийски огън от сръбска бригада при Калесия. Клопката обаче се оказва неуспешна, тъй като силите на ООН отвръщат с мощен огън.
На 12 май Сенатът на САЩ приема законопроект за едностранно вдигане на оръжейното ембарго срещу Босна, но той е отхвърлен от президента Бил Клинтън. На 5 октомври 1994 г. американският президент подписва акт, според който ако босненските сърби не приемат предложението до 15 октомври, то президентът ще въведе предложението на Съвета за сигурност на ООН за вдигане на оръжейното ембарго. На 12 – 13 ноември САЩ едностранно вдига оръжейното ембарго срещу босненското правителство.
На 5 август, по молба на силите на ООН, натовски самолети атакуват мишена в зоната за безопасност на Сараево, след като босненски сърби завземат склад за оръжия близо до Сараево. На 22 септември натовски самолети извършват удар срещу босненски сръбски танк по заявка на силите на ООН. Операция „Аманда“ е мисията на силите на ООН, водена от датските войски с целта да се вземе обратно наблюдателния пост близо до Градачац на 25 октомври 1994 г.
На 19 ноември 1994 г. Северноатлантическият съвет одобрява разширяването на близката въздушна поддръжка до Хърватия за отбраната на силите на ООН там. Натовски самолети атакуват летището на Удбина в Хърватия (по това време контролирано от сърбите) на 21 ноември в отговор на нападения, извършвани от това летище срещу мишени в Бихач. На 23 ноември, след атаки от ракетна система земя-въздух южно от Отока в Босна и Херцеговина срещу два натовски самолета, са проведени въздушни удари по отбранителните радарни станции в района.

### 1995
На 25 май 1995 г. НАТО бомбардира позиции на армията на Република Сръбска в Пале, тъй като сърбите отказват да предадат тежките си оръжия. Войската на Република Сръбска бомбардира всички зони на безопасност, включително Тузла, където загиват 71 души, а ранените са 240. През април и юни, хърватските сили провеждат две големи офанзиви, чрез които си осигуряват останалите части на долината Ливно и поставят Босанско Грахово под заплаха.
На 11 юли 1995 г. сили на Република Сръбска под командването на генерал Ратко Младич окупират зоната на безопасност около Сребреница в източната част на Босна. В последвалото клане са убити над 8000 мъже (повечето жени са изгонени към босненските територии). Силите на ООН, включващи 400 нидерландски войници на земята, не успяват да предотвратят превземането на града и последвалото клане. Международният наказателен трибунал за бивша Югославия отсъжда събитието като геноцид.
По силата на Сплитското споразумение, подписано между Туджман и Изетбегович на 22 юли, е предприета съвместна военна офанзива с кодово име „Лято 95“ в западните части на Босна. Хърватските сили поемат контрол над Гламоч и Босанско Грахово, като изолират Книн от Република Сръбска. На 4 август хърватските войски предприемат операция „Буря“, която на практика води до разпадането на Република Сръбска Крайна. По този начин, босненско-хърватският алианс поема инициативата във войната, завземайки големи участъци в Босна от армията на Република Сръбска в хода на няколко операции през септември и октомври. Първата, операция „Уна“, започва на 18 септември 1995 г., прекосява река Уна и навлиза в Босна. През 2006 г. започва разследване на сведенията за военни престъпления, извършени по време на тази операция, според които са убити 40 цивилни в Козарска Дубица.
Хърватските войски завземат над 2500 km2 територията по време на операция „Маестрал“, включително градовете Яйце, Шипово и Дървар. По същото време, армията на Босна и Херцеговина влиза в схватка с войските на Република Сръбска на север в хода на операция „Сана“ и превзема няколко града, включително Босанска Крупа, Босански Петровац, Ключ и Сански Мост. Контраатака на Република Сръбска срещу босненските сили в западната част на Босна е предприета на 23 – 24 септември. След две седмици частите на Република Сръбска вече се намират в околността на град Ключ. Тогава армията на Босна и Херцеговина поисква помощ от хърватите, които на 8 октомври дават начало на операция „Южен ход“ под командването на генерал-майор Анте Готовина. Република Сръбска губи Мърконич Град, а Хърватският съвет за отбрана вече се намира на 25 km южно от Баня Лука.
На 28 август второ сръбско нападение с минохвъргачка убива 43 души на пазара Маркале в Сараево. В отговор на това второ клане, на 30 август генералният секретар на ООН дава ход на операция „Преднамерена сила“, включваща мащабни въздушни удари срещу сръбските позиции в Босна, които са подкрепяни от бързите артилерийски атаки на силите на ООН. На 14 септември 1995 г. натовските бомбардировки са преустановени, за да се даде път на споразумение с босненски сърби за изтегляне на тежките оръжия, разположени около Сараево. На 26 септември в Ню Йорк е постигнато споразумение относно базисните принципи за мир между външните министри на Босна и Херцеговина, Хърватия и Сърбия. На 12 октомври влиза в сила 60-дневно прекратяване на огъня, а на 1 ноември започват преговори за мир в Дейтън, Охайо. Войната приключва официално с Дейтънското мирно споразумение, финалният вариант на което е официално подписано на 14 декември 1995 г. в Париж.
След подписването на мирния договор, НАТО изпраща сили, които да съблюдават изпълнението му, в Босна и Херцеговина. Те включват 80 000 души с тежко въоръжение и разрешение да стрелят, когато е нужно за успешното осъществяване на споразумението. Освен това те предоставят хуманитарна и политическа помощ, помагат с възстановяването на инфраструктурата, предоставят подкрепа на изгонените граждани да се завърнат по домовете си и събират неизбухнали снаряди и мини.

## Жертви
Изчисляването на броя смъртни случаи по време на конфликта е обект на значителни, силно политизирани дебати от елитите на различни групи. Оценките за броя жертви варират от 25 000 до 329 000. Разликите се дължат отчасти на непоследователни определения на това кой следва да бъде считан за жертва на войната, като някои изчисления включват само преките жертви на военните действия, докато други отчитат тези, умрели от глад, студ, болести или други военни условия. Първоначалното завишение на цифрите се дължи на факта, че много жертви са включвани както сред цивилните, така и сред военните жертви, тъй като през военните години не са полагани особени координационни усилия относно списъците с жертви.

### Цифри на Хагския трибунал
Изследване, проведено през 2010 г. за службата на прокурорите към Хагския трибунал, посочва грешките, допуснати при съставянето на по-ранните цифри и изчислява минималния брой жертви на 89 186, като обявява за най-вероятен брой жертви 104 732 души. Авторите на доклада съобщават, че е възможно реалният брой на жертвите да е малко по-висок. Цифрите включват не само убитите в бой, но и неочаквани смъртни случаи в бойни условия и актове на насилие. Изключени са ненасилствените смъртни случаи, както и жертвите на неорганизирано насилие.

### Военни престъпления
Според доклад, съставен от ООН, всички страни извършват военни престъпления по време на войната, но сръбските сили са отговорни за около 90% от тях, докато хърватските за 6%, а бошняшките за 4%. Докладът посочва сходни цифри като тези, публикувани от ЦРУ през 1995 г. Етническите чистки са често срещано явление по време на войната. Те включват сплашване, насилствено пропъждане или избиване на нежеланите етноси, както и унищожаването на местата за поклонение, гробищата и културно-историческите сгради на въпросните етнически групи.
Между 12 и 50 хиляди жени са изнасилени по време на конфликта, като повечето от тях са босненски мюсюлманки, а повечето от насилствените актове са извършвани от сръбските сили.
Международният наказателен трибунал за бивша Югославия (Хагски трибунал) е основан през 1993 г. като орган на ООН за разследване и осъждане на военните престъпления, извършвани по време на войната в бившата федерация, както и за търсене на отговорност на извършителите им. Това е специален съд със седалище в Хага, Нидерландия. Според правните експерти, към началото на 2008 г., 45 сърби, 12 хървати и 4 бошняци са признати за виновни за военни престъпления от трибунала във връзка с войните на Балканите през 1990-те години. Както сърби, така и хървати са осъдени за систематични военни престъпления, докато бошняците са осъдени за индивидуални такива.
Бившият президент на Република Сръбска, Радован Караджич, е осъден на доживотен затвор за престъпления срещу човечеството и геноцид. Ратко Младич също е осъден на доживотен затвор за военни престъпления във връзка с обсадата на Сараево и клането в Сребреница. Сръбският президент Слободан Милошевич е обвинен във военни престъпления във връзка с войната в Босна, включително тежки нарушения на Женевските конвенции, престъпления срещу човечеството и геноцид, но умира през 2006 г., преди съдебният му процес да е приключил.
След смъртта на Алия Изетбегович, Хагският трибунал разкрива, че той е бил разследван за военни престъпления, но прокуратурата не е намерила достатъчни доказателства срещу него, за да внесе обвинение. Енвер Хаджихасанович от армията на Република Босна и Херцеговина е осъден на 3,5 години затвор за убийства под неговото командване и безпричинно нанесени щети в Централна Босна. Хазим Делич, който ръководи босненския затворнически лагер Челебичи, е осъден на 18 години затвор за убийствата и изтезанията на затворниците там.
Политическият водач на хърватите в Босна Дарио Кордич е признат за виновен за престъпления срещу човечеството, включително етническо прочистване, и осъден на 25 години затвор. Трибуналът осъжда още петима хърватски военни дейци: министъра на отбраната на Херцег-Босна Бруно Стоич (20 години), офицерите Слободан Праляк (20 години) и Миливой Петкович (20 години), командира от военна полиция Валентин Чорич (20 години) и ръководителя на затворническите размени и съоръженията за задържане Берислав Пушич (10 години). Те са участвали в съвместни престъпления срещу нехърватското население в Босна и Херцеговина.